# Megaselia siamensis
Megaselia siamensis är en tvåvingeart som beskrevs av Rudolf Beyer 1966. Megaselia siamensis ingår i släktet Megaselia och familjen puckelflugor.
Artens utbredningsområde är Thailand. Inga underarter finns listade i Catalogue of Life.